# Тофики
Тофики (азерб. Tofiqi) — село в Шамсабадском административно-территориальном округе Агдашского района Азербайджана.

## Этимология
Название происходит от мужского имени Тофик.

## История
Село Тойфуги в 1913 году согласно административно-территориальному делению Елизаветпольской губернии относилось к Тойфугинскому сельскому обществу Арешского уезда.
В 1926 году согласно административно-территориальному делению Азербайджанской ССР село относилось к дайре Ляки Геокчайского уезда.
После реформы административного деления и упразднения уездов в 1929 году был образован Шамсабадский сельсовет в Агдашском районе Азербайджанской ССР.
Согласно административному делению 1961 и 1977 года село Тофики входило в Шамсабадский сельсовет Агдашского района Азербайджанской ССР.
В 1999 году в Азербайджане была проведена административная реформа и внутри Тофикинского административно-территориального округа был учрежден Тофикинский муниципалитет Агдашского района. В 2014 году муниципалитет вместе с АТО были упразднены, а село вошло в Шамсабадский муниципалитет и АТО.

## География
Тофики расположены на берегу арыков и каналов Казыкумлакарх, Карадаглыарх и Тойфушарх.
Село находится в 6 км от центра муниципалитета Шамсабад, в 16 км от райцентра Агдаш и в 238 км от Баку. Ближайшая железнодорожная станция — Ляки.
Село находится на высоте 31 метр над уровнем моря.

## Население
| Численность населения | Численность населения | Численность населения | Численность населения |
| 1886                  | 1985                  | 1999                  | 2009                  |
| --------------------- | --------------------- | --------------------- | --------------------- |
| 618                   | ↗990                  | ↗1239                 | ↗1332                 |

В 1886 году в селе проживало 618 человек, большинство — азербайджанцы, по вероисповеданию — мусульмане-сунниты.
Население преимущественно занимается растение- и животноводством.

## Климат
| Показатель                                                                        | Янв. | Фев. | Март | Апр.  | Май  | Июнь | Июль | Авг. | Сен. | Окт. | Нояб. | Дек. | Год  |
| --------------------------------------------------------------------------------- | ---- | ---- | ---- | ----- | ---- | ---- | ---- | ---- | ---- | ---- | ----- | ---- | ---- |
| Средний суточный максимум, °C                                                     | 7,0  | 8,3  | 12,5 | 20,43 | 25,4 | 29,8 | 33,4 | 32,2 | 27,9 | 21,2 | 14,2  | 9,1  | 20,1 |
| Средняя температура, °C                                                           | 3,0  | 4,3  | 8,0  | 14,5  | 19,5 | 23,8 | 27,1 | 25,9 | 22,1 | 16,1 | 10,1  | 5,1  | 15,0 |
| Средний суточный минимум, °C                                                      | −0,9 | 0,2  | 3,5  | 8,8   | 13,6 | 17,9 | 20,8 | 19,7 | 16,3 | 11,0 | 6,0   | 1,2  | 9,9  |
| Норма осадков, мм                                                                 | 25   | 29   | 34   | 42    | 55   | 40   | 21   | 24   | 26   | 53   | 33    | 28   | 410  |
| Источник: https://en.climate-data.org/asia/azerbaijan/agdas-rayonu/tofiqi-955011/ |      |      |      |       |      |      |      |      |      |      |       |      |      |

Среднегодовая температура воздуха в селе составляет +15 °C. В селе семиаридный климат.

## Инфраструктура
В советское время близ села располагались птицефабрика и молочно-товарная ферма.
В селе расположены почтовое отделение, школа, мечеть, медицинский пункт, библиотека.